# Screaming Suicide
«Screaming Suicide» és el quaranta-unè senzill de la banda estatunidenca Metallica, presentat com a segon de l'àlbum 72 Seasons el 19 de gener de 2023.
La cançó tracta el tema tabú del suïcidi, com comunicar la foscor que sentim en el nostre interior i com tothom nega que en algun moment de la seva vida ha tingut aquest tipus de pensaments. És una cançó menys dura i ràpida que l'estil habitual de la banda, s'acosta més a una cançó de rock modern.
El videoclip va ser dirigit per Tim Saccenti i filmat en format blanc i negre.

## Llista de cançons
| Núm. | Títol               | Durada |
| ---- | ------------------- | ------ |
| 1.   | «Screaming Suicide» | 5:30   |

## Crèdits
Metallica
- James Hetfield – cantant, guitarra rítmica, producció
- Lars Ulrich – bateria, producció
- Kirk Hammett – guitarra principal
- Robert Trujillo – baix

Producció
- Greg Fidelman – producció, mescles, enregistrament
- Sara Lyn Killion – enginyeria
- Jim Monti – enginyeria
- Jason Gossman – enginyeria addicional, edició digital
- Kent Matcke – ajudant d'enginyeria
- Dan Monti – edició digital
- Bob Ludwig – masterització
- David Turner – portada
- Lee Jeffries – fotografia banda